# Monastero di Sant Cugat
Il monastero di Sant Cugat è un'abbazia benedettina che si trova a Sant Cugat del Vallès in Catalogna.

## Storia
Le origini del monastero risalgono al IX secolo, quando si decise di unire la chiesa del V secolo che custodiva le spoglie di san Cucufate (in catalano Sant Cugat) con una fortificazione annessa. Dal X secolo il monastero iniziò ad espandere i suoi possedimenti e nel 985 fu danneggiato da un attacco delle truppe musulmane guidate da Almanzor, che poi lo riparò e vi aggiunse il minareto, che rimane oggi il punto più alto del complesso.
Alla fine dell'XI secolo, il conte Ramon Berenguer II di Barcellona decretò che il monastero sarebbe stato soggetto a Saint-Pons-de-Thomières, nella Linguadoca, creando scompiglio tra i monaci di Sant Cugat. Tuttavia, il vescovo di Barcellona rivendicò i suoi diritti sul monastero, che fu restituito alla diocesi di Barcellona. 
A quel tempo il monastero di Sant Cugat era il monastero più importante della contea di Barcellona e controllava i monasteri di Santa Cecília de Montserrat, Sant Llorenç del Munt, Sant Pau del Camp, Sant Pere de Clará e Sant Salvador de Breda.
A metà del XII secolo iniziò la costruzione di un nuovo monastero, che terminò nel 1337. Durante la guerra di successione spagnola, il monastero fu occupato dalle truppe dell'arciduca Carlo che provocarono dei danni alla struttura, che fu restaurato nel 1789.
Nel 1835 il monastero fu abbandonato dai monaci e rimase vuoto fino al 1851, quando iniziò il restauro. 
Nel 1931 è stato dichiarato Monumento Nazionale.

## Architettura e allestimenti

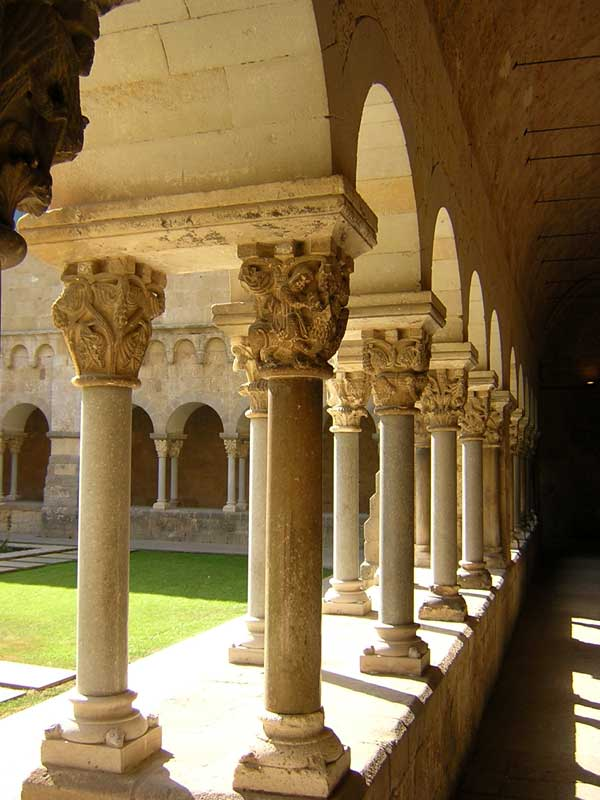
Veduta del chiostro

L'elemento più caratteristico del monastero è il suo chiostro del XII secolo, notevole esempio di arte romanica. Nel XVI secolo fu aggiunto un secondo piano, un atrio e l'ingresso.
Il chiostro è lungo oltre 30 metri ed è stato progettato da Arnau Cadell e dal suo discepolo Lluís Samaranch. Ha pianta quadrata con archi a tutto sesto, sorretti da coppie di colonne con capitelli finemente decorati.
Sebbene il chiostro sia romanico, la chiesa è costruita in stile gotico, a tre navate. La facciata ha un grande rosone, simile a quelli delle cattedrali di Barcellona e di Tarragona. La chiesa ospita una pala d'altare gotica, nota come retaule de Tots els Sants, realizzata nel 1375 da Pere Serra.